# Kanton La Tremblade
Der Kanton La Tremblade ist ein französischer Kanton im Département Charente-Maritime und in der Region Nouvelle-Aquitaine. Er umfasst neun Gemeinden im Arrondissement Rochefort. Im Rahmen der landesweiten Neuordnung der französischen Kantone wurde er im Frühjahr 2015 erweitert.

## Gemeinden
Der Kanton besteht aus neun Gemeinden mit insgesamt 24.326 Einwohnern (Stand: 1. Januar 2022) auf einer Gesamtfläche von 215,32 km²:
| Gemeinde             | Einwohner 1. Januar 2022 | Fläche km² | Dichte Einw./km² | Code INSEE | Postleitzahl |
| -------------------- | ------------------------ | ---------- | ---------------- | ---------- | ------------ |
| Arvert               | 3.875                    | 26,22      | 148              | 17021      | 17530        |
| Breuillet            | 3.060                    | 19,99      | 153              | 17064      | 17920        |
| Chaillevette         | 1.652                    | 10,03      | 165              | 17079      | 17890        |
| Étaules              | 2.763                    | 11,55      | 239              | 17155      | 17750        |
| La Tremblade         | 4.543                    | 69,13      | 66               | 17452      | 17390        |
| Les Mathes           | 2.184                    | 34,38      | 64               | 17225      | 17570        |
| Mornac-sur-Seudre    | 867                      | 9,50       | 91               | 17247      | 17113        |
| Saint-Augustin       | 1.503                    | 18,83      | 80               | 17311      | 17570        |
| Saint-Palais-sur-Mer | 3.879                    | 15,69      | 247              | 17380      | 17420        |
| Kanton La Tremblade  | 24.326                   | 215,32     | 113              | 1726       | –            |

Luftbild des Kantons La Tremblade, der die Gemeinden südwestlich der Seudre umfasst

Bis zur landesweiten Neuordnung der französischen Kantone im März 2015 gehörten zum Kanton La Tremblade die sechs Gemeinden Arvert, Chaillevette, Étaules, La Tremblade, Les Mathes und Saint-Augustin. Sein Zuschnitt entsprach einer Fläche von 170,14 km2. Er besaß vor 2015 einen anderen INSEE-Code als heute, nämlich 1740.

## Bevölkerungsentwicklung
| Jahr      | 1962   | 1968   | 1975   | 1982   | 1990   | 1999   | 2006   | 2011   |
| Einwohner | 10.394 | 10.805 | 11.238 | 11.201 | 11.748 | 12.526 | 13.741 | 14.658 |

## Politik
| Vertreter im Departementrat | Vertreter im Departementrat              | Vertreter im Departementrat |
| Amtszeit                    | Namen                                    | Partei                      |
| --------------------------- | ---------------------------------------- | --------------------------- |
| 1994–2015                   | Jean-Pierre Tallieu                      | UDI                         |
| 2015–                       | Fabienne Aucouturier Jean-Pierre Tallieu | UD                          |